# Tamsin Causer

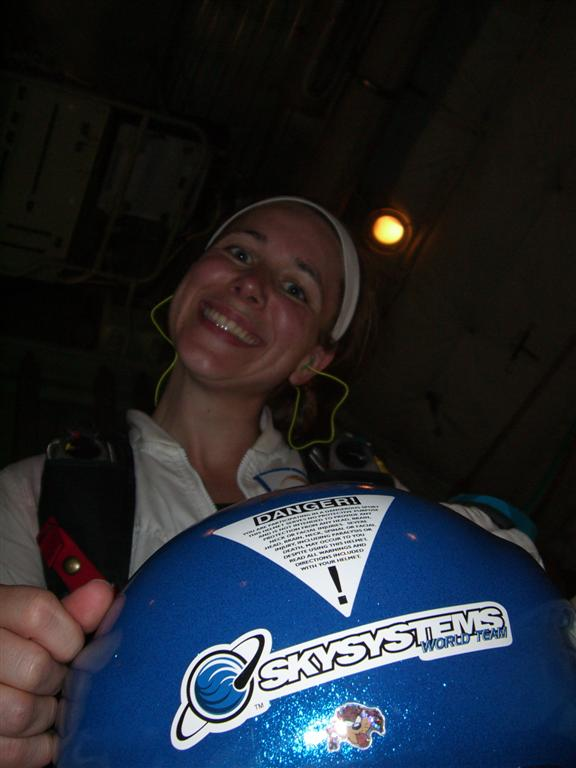
Tamsin bei der Worldteam 2006

Tamsin „Taz“ Causer (* 20. Mai 1974 in Karatschi; † 26. Mai 2006 in Barcelona) war eine britische Fallschirmspringerin.
Tamsin Causer war Weltmeisterin und vierfache Weltrekordhalterin im Fallschirmspringen.
Sie starb am 26. Mai 2006 im Alter von 32 Jahren bei einem Kappenrelativsprung (ein Springer stellt sich während des Sprunges auf den geöffneten Fallschirm eines anderen) nach einem Zusammenstoß mit Maria Russell in der Luft über der Costa Brava, nördlich von Barcelona. Der Unfall ereignete sich nachdem Causer den Fallschirm geöffnet hatte.